# Serhiy Deyneko
Serhiy Vasylovytch Deyneko (ukrainien : Сергій Васильович Дейнеко), né le 5 avril 1975 à Birobidjan, dans le district fédéral extrême-oriental, en Russie, est un général ukrainien, il commande la Service national des gardes-frontières d'Ukraine. 

## Biographie

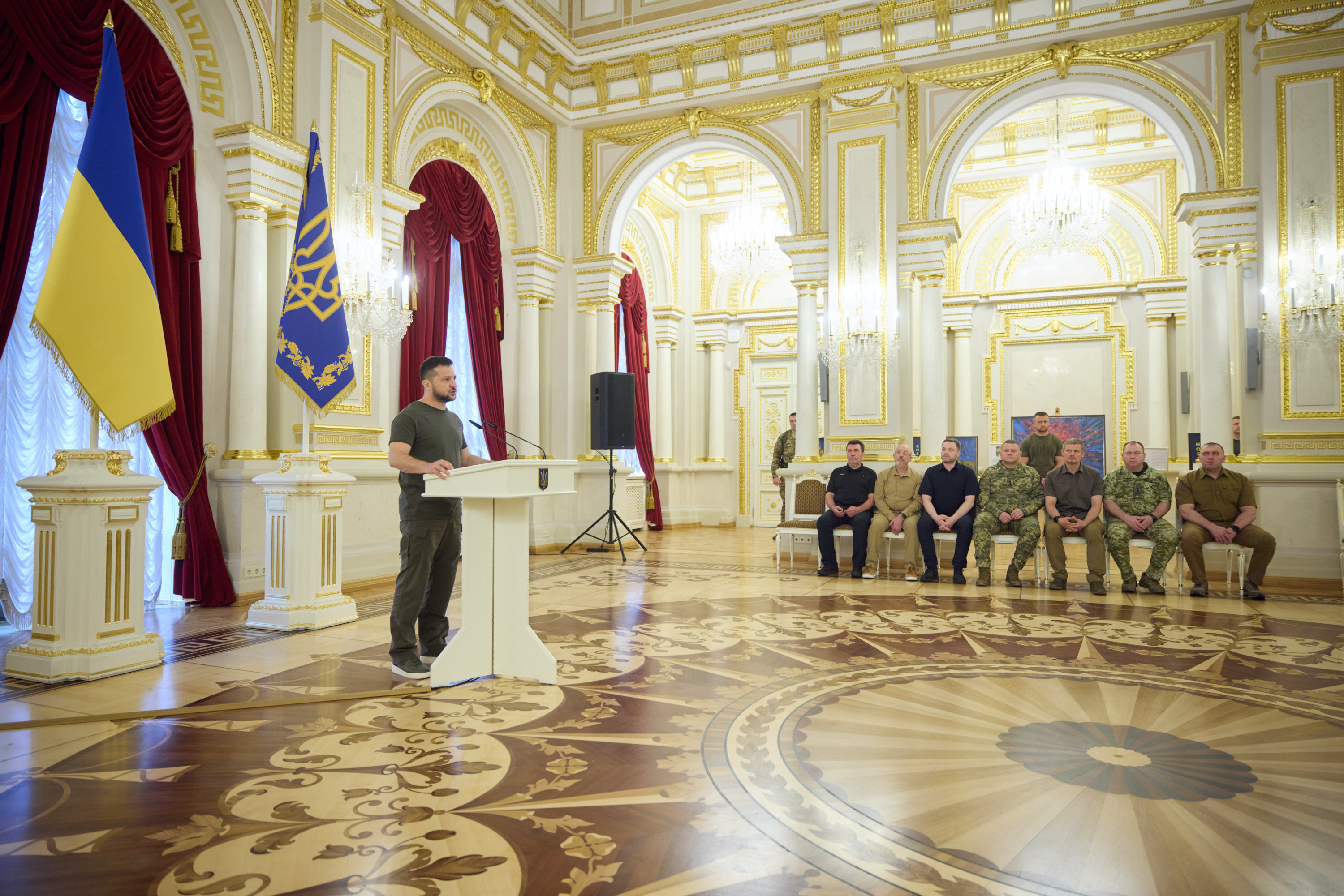
Le 29 août 2022 avec Denys Monastyrsky, Oleksii Reznikov, Oleksiy Danilov, Valeri Zaloujny et Vassil Maliouk.

De 2011 à 2014, Deineko a dirigé le détachement frontalier de Lougansk.
Le 13 juin 2019, par oukaze du président ukrainien №403/2019, il a été nommé chef du service national des frontières. Il devint général de division le 30 avril 2020.